# Красная Слободка (Краснодарский край)
Кра́сная Слобо́дка — хутор в Кущёвском районе Краснодарского края.
Входит в состав Полтавченского сельского поселения.

## География
Хутор расположен в северной части Приазово-Кубанской равнины.

## Население
| 2002 | 2010 |
| ---- | ---- |
| 139  | ↘118 |

## Улицы
На хуторе имеется одна улица — Степная.